# Stazione di Priola
La stazione di Priola  è una fermata ferroviaria, senza traffico dal 2012, posta sulla ferrovia Ceva-Ormea al servizio dell'omonimo comune.

## Storia
Priola venne raggiunta dalla ferrovia nel 1889 e la fermata venne inaugurata in concomitanza all'attivazione del tronco Ceva-Priola il 15 settembre dello stesso anno.
Nel corso del primo decennio del XXI secolo la stazione fu tramutata in fermata come gli altri impianti della linea e vennero rimossi i binari di incrocio e dello scalo merci.
Dal 2001 la gestione dell'intera linea, e con essa quella della stazione di Priola, passò in carico a Rete Ferroviaria Italiana la quale ai fini commerciali classifica l'impianto nella categoria "Bronze".
Al 2002 la fermata risultava impresenziata insieme a tutti gli altri impianti sulla linea ad esclusione della stazione di Ceva.
Il servizio passeggeri sulla linea viene sospeso il 17 giugno 2012 e pertanto anche la fermata non risulta più essere servita da alcun traffico da tale giorno. Nonostante la trasformazione della Ceva-Ormea in ferrovia turistica, nessun treno storico vi effettua fermata.

## Strutture e impianti
La fermata dispone di un fabbricato viaggiatori sviluppato su due piani. Il piano terra lato strada era caratterizzato nella sua parte centrale da tre archi a tutto sesto che si estrudevano parzialmente all'interno costituendo un'elegante porticato. I tre archi erano collegati ad altrettante porte dalle quali si raggiungevano la sala d'attesa, la biglietteria e i locali tecnici, come l'ufficio movimento.

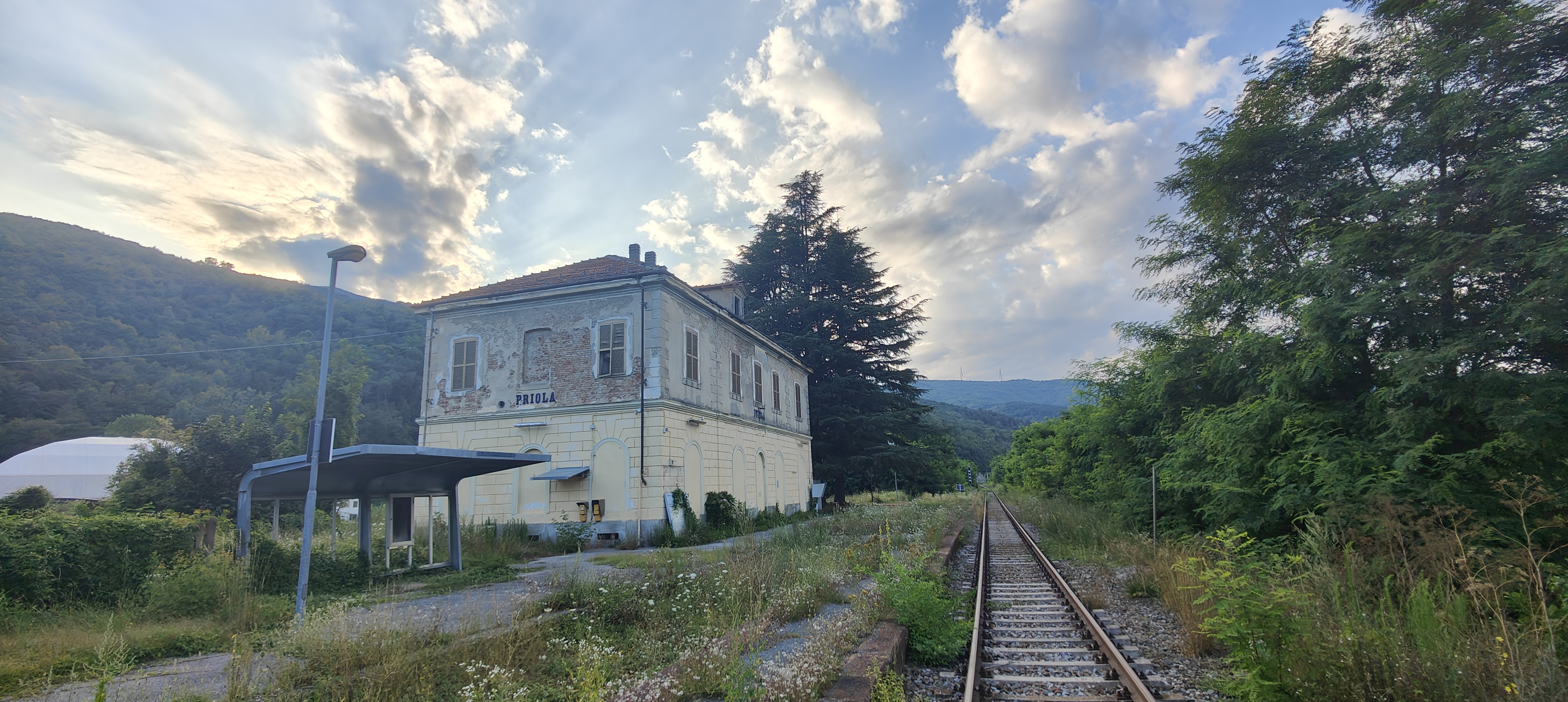
Piano del ferro della stazione

A seguito dell'impresenziamento dell'impianto il fabbricato fu completamente chiuso all'utenza e molte porte e finestre furono murate. L'edificio, dopo un lungo periodo di abbandono, è stato interessato da alcuni lavori di restauro e messa in sicurezza nel 2011, visto lo stato di particolare degrado nel quale giaceva insieme all'area circostante.
A seguito della chiusura del fabbricato viaggiatori, per ovviare alla mancanza di un riparo in caso di maltempo, venne aggiunta una pensilina in metallo dotata un'obliteratrice e di pannelli informativi per i viaggiatori.
È presente un unico binario, servito da una banchina.
In passato era presente uno scalo merci composto da un piano caricatore, da un magazzino, da un ampio piazzale interno e da un binario tronco di accesso. Fino al declassamento dell'impianto in fermata, tale binario era affiancato da un altro al servizio della banchina di carico e scarico che si addentrava nel piazzale interno. Al 2016 i binari risultano rimossi mentre il fabbricato merci giace in stato di forte degrado, ormai non più fruibile a causa del cedimento del tetto.

## Movimento
La fermata era in ultimo servita solamente da regionali effettuati da Trenitalia nell'ambito del contratto di servizio stipulato con la Regione Piemonte.